# Pölcher
Pölcher ist ein deutscher Familienname.

Verteilung des Namens „Pölcher“ in Deutschland

Der Familienname „Pölcher“ ist ein Herkunftsname. Der Stammvater der Sippe dürfte aus Polch oder Pölich, beides Orte im Moselgebiet, gekommen sein. Noch heute leben die meisten „Pölcher“ im Moselgebiet.
Durch mundartliche Aussprache bildeten sich verschiedene Varianten des Namens:
- Pilger
- Pilcher
- Pelger
- Pölger

Die Erforschung der Stammtafeln aller in Deutschland noch lebenden „Pölcher“ ergab, dass es um 1700 in und um Wintrich bereits drei Linien der Familie gab. Sie werden bezeichnet als 
- Linie Mosel
- Linie Eifel
- Linie Immenstadt

Dokumentiert werden kann ein Zusammenhang der Linien Mosel und Immenstadt.

Wappen der Familie Pölcher

## Wappen
1990 fand ein Treffen statt, zu dem alle Namensträger eingeladen waren. Für diesem Anlass wurde das Familienwappen „Pölcher“ geschaffen. Es zeigt in Rot einen goldenen Schräglinksbach, oben beseitet von gekreuzten goldenen Dachdeckerhämmern, unten von einem goldenen Fässchen.
- Der Schräglinksbach symbolisiert die Mosel, denn alle drei Linien der Sippe haben ihren Ursprung in dieser Gegend.
- Die Dachdeckerhämmer stehen für die Mosel-Linie, da sich in ihr dieses Gewerbe seit Generationen vererbt hat.
- Das Fässchen (Salzfass des hl. Rupert, † um 715 als Bischof von Salzburg) steht für die Immenstädter-Linie, die durch die Salzfaktoren Ludwig Alois und Franz Ludwig Pölcher begründet wurde.

## Bekannte Namensträger
- Ludwig Alois Pölcher, kgl. Salzoberfaktor in Immenstadt
- Bertold Pölcher (1941–2023), deutscher Heimatforscher